# Dreher (Motorsport)
Von einem Dreher im Motorsport spricht man, wenn sich das Fahrzeug um die Hochachse dreht, und zwar mehr als beim Drift.
Der „normale“ Dreher ist bis zum Ende unkontrolliert und führt entweder zu einem Unfall, oder das Fahrzeug wird abgebremst und man kann mit Glück die Fahrt fortsetzten.
Ein kompletter Dreher liegt vor, wenn das Fahrzeug sich um 360 Grad dreht und die Fahrt ohne große Verzögerung fortsetzen kann. Sehr selten sind 720er Dreher oder noch mehr.
Meist handelt man sich bei einem derartigen Manöver einen Bremsplatten ein. Es kann auch passieren, dass man bei einem Dreher den Motor abwürgt. Dadurch muss man, besonders in Rennklassen mit hochspezialisierten Autos, wie z. B. der Formel 1, häufig das Rennen beenden, weil man den Motor nicht ohne weiteres vom Cockpit aus wieder neu starten kann.